# Lo stregone della montagna infuocata
Lo stregone della montagna infuocata (The Warlock of Firetop Mountain) è un librogame scritto da Steve Jackson e Ian Livingstone. È il primo titolo della serie Fighting Fantasy.
Il libro è stato adattato in un gioco da tavolo e in due videogiochi, uno per ZX Spectrum e uno per Nintendo DS.

## Edizioni
- (EN) Steve Jackson e Ian Livingstone, The Warlock of Firetop Mountain, illustrazioni di Russ Nicholson, Londra, Puffin Books, 1982, ISBN 1840463872.
- Steve Jackson e Ian Livingstone, Lo stregone della montagna infuocata, traduzione di Patricia Caprotti, Milano, Supernova, 1985, ISBN 88-377-0007-5.
- Steve Jackson e Ian Livingstone, Lo stregone della montagna infuocata, traduzione di Efrem Orizzonte, Milano, Magazzini Salani, 2018, ISBN 978-88-93673-93-8.
- Steve Jackson e Ian Livingstone, Lo stregone della montagna infuocata, traduzione di Efrem Orizzonte, illustrazioni di Andrea Alemanno, Imola, Vincent Books, 2023, ISBN 979-12-59540-60-7, SBN BCT0103771.